# Římskokatolická farnost Syrovín
Římskokatolická farnost Syrovín je územní společenství římských katolíků s farním kostelem Obrácení svatého Pavla v děkanátu Kyjov. 

## Historie farnosti
První písemná zmínka o obci pochází z roku 1371. Barokní kostel Obrácení sv. Pavla byl postaven v letech 1713–1716 nákladem syrovínského kněze Pavla Jaroše, který byl také v jeho kryptě po své smrti pohřben.

## Duchovní správci
Současným administrátorem excurrendo je od února 2014 R. D. Mgr. Jan Šimoník.

## Bohoslužby
| Kostel                 | Místo   | Bohoslužba (den) | Hodina                          | Poznámka     |
| ---------------------- | ------- | ---------------- | ------------------------------- | ------------ |
| Obrácení svatého Pavla | Syrovín | neděle čtvrtek   | 11.00 16.00 (zima)/17.00 (léto) | farní kostel |

## Aktivity ve farnosti
Na území farnosti se pravidelně koná Tříkrálová sbírka. V roce 2019 se při ní vybralo 12 497 korun.